# Gewoon vuurzwammetje
Het gewoon vuurzwammetje (Hygrocybe miniata) is een schimmel. Het is een kleine, felrode of roodoranje paddenstoel binnen het geslacht van de wasplaten (genus Hygrocybe). Het leeft als terrestrische saprotroof. Het komt voor op humusrijke grond of strooisel in schrale duinweiden, heischrale graslanden en grazige plekken op heiden, soms in venen of loofbossen en gemengde bossen op zand- en veengrond. Het groeit op de grond, tussen grassen en mossen. Het produceert vruchtlichamen van augustus tot september.

## Kenmerken

### Uiterlijke kenmerken
Hoed

De hoed heeft een diameter van 1 tot 2,5 cm. De vorm is halfbolvormig tot gewelfd. De hoedrand is scherp, licht golvend en lichter dan de rest van de hoed. Oppervlak droog en licht schilferig, vooral in het midden. De kleur van jonge vruchtlichamen is cinnaber of bloedrood, dan geleidelijk lichter - oranjerood. De schubben hebben dezelfde kleur als de hoed. Naarmate het droogt of ouder wordt, vervaagt de hoed naar oranjegeel. De hoedhuid heeft geen reactie met KOH.

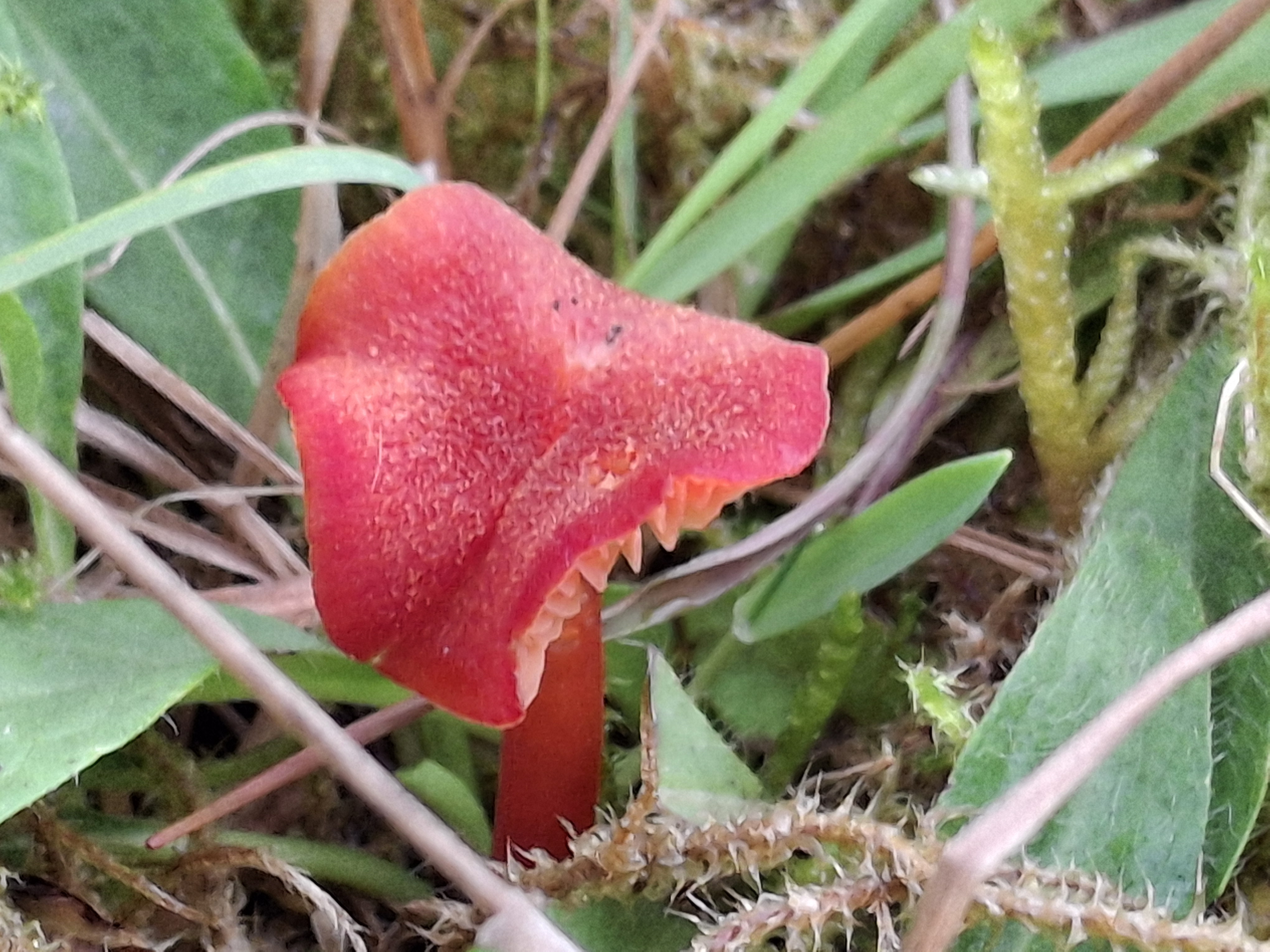
Duidelijk schilferige hoed

Lamellen
De lamellen hebben een oranjerode kleur en lichtere (gele) bladen. Ze zijn adnate (aangegroeid of smal aangehecht) tot subdecurrent (aflopend) aan de steel gehecht.
Steel
De steel heeft een lengte van 2 tot 4,5 cm en een dikte van 2 tot 5 mm. De steel is glad, droog, mat. Het is broos en leeg van binnen. Het heeft een kleur van oranje tot rood, aan de basis is het lichter - witachtig of licht oranjegeel. De steel loopt gelijk of (vaak) taps toelopend in de basis.
Geur
De geur is zwak.
Sporenprint
De sporenprint is wit.

### Microscopische kenmerken
De sporen zijn peervormig tot ovaal, kleurloos, inamyloïde, iets samengeknepen in het midden met enkele druppels. Ze hebben een afmeting van (6-)7-9(-10) × (4-)4,5-5,5(-6,5) µm. De basidia zijn 4-sporig en meten 30-42 × 7-9 µm. Er zijn cystidia aanwezig. Het trama van de lamellen zijn subparallel en meten 20-150 μm. De pileipellis is een trichoderm van cilindrische hyfen met een breedte 6-15 um met gespen die geel kleuren in KOH. Ook de hoedhuid wordt geel met KOH.

## Verspreiding
Het is een kosmopolitische soort, die wereldwijd voorkomt. Het wordt gevonden in Noord-Amerika, Midden-Amerika, Australië, Nieuw-Zeeland, Europa en Azië. In Europa is het wijd verspreid, in Azië is het bekend dat het alleen in Korea en Japan voorkomt. 
In Nederland komt het zeer algemeen voor. Het is niet bedreigd en staat niet op de rode lijst.

## Foto's

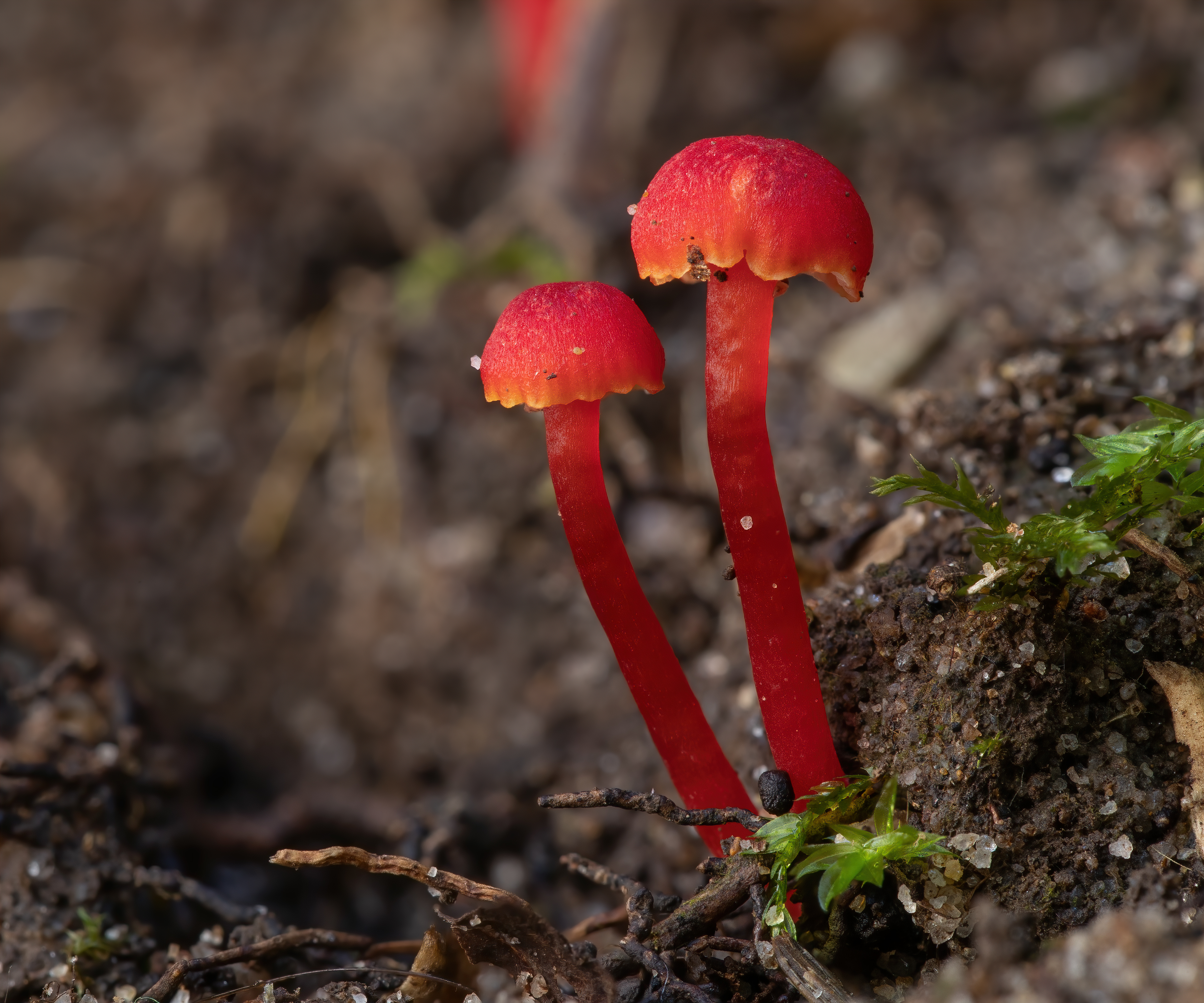
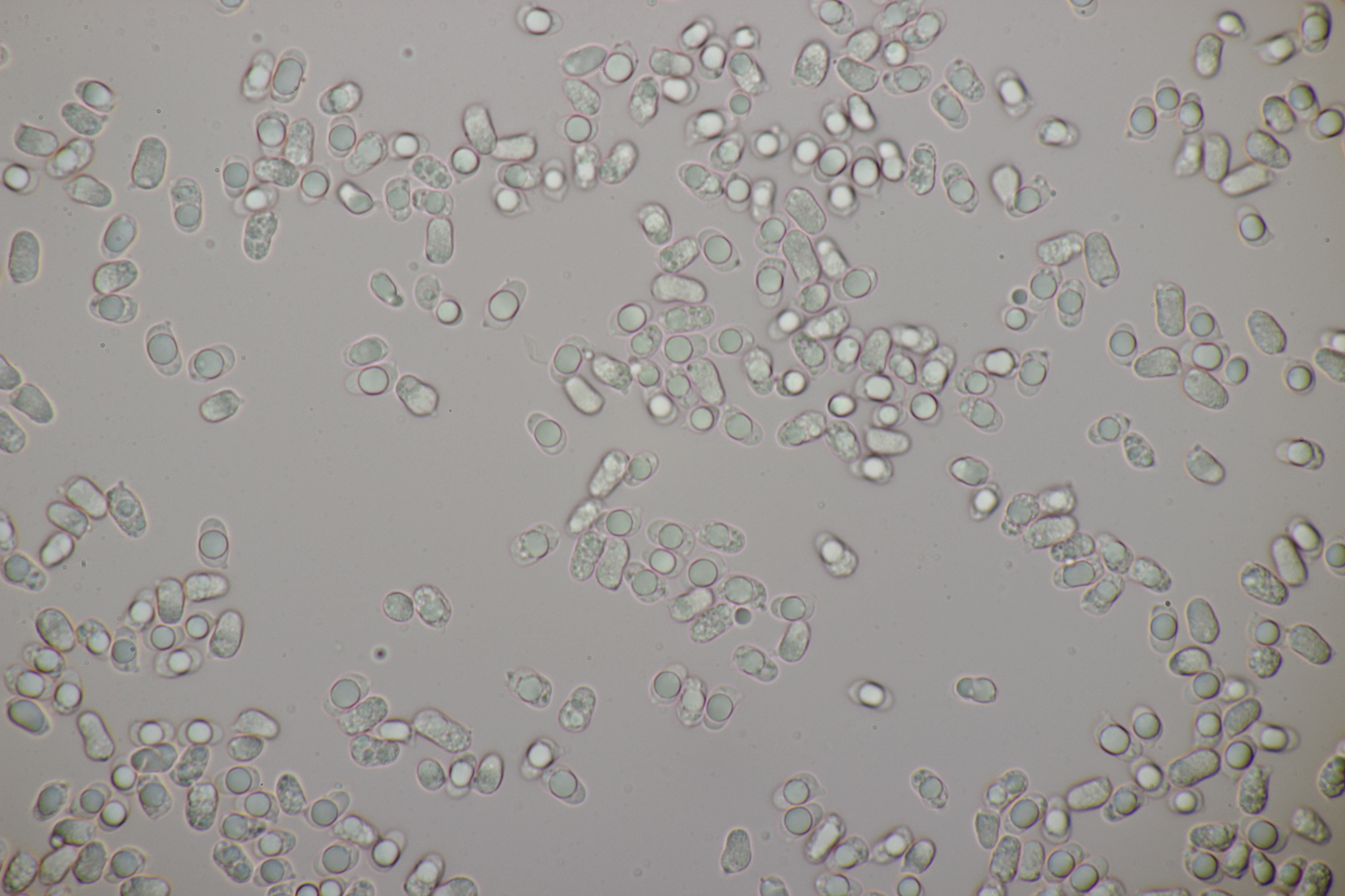
Sporen
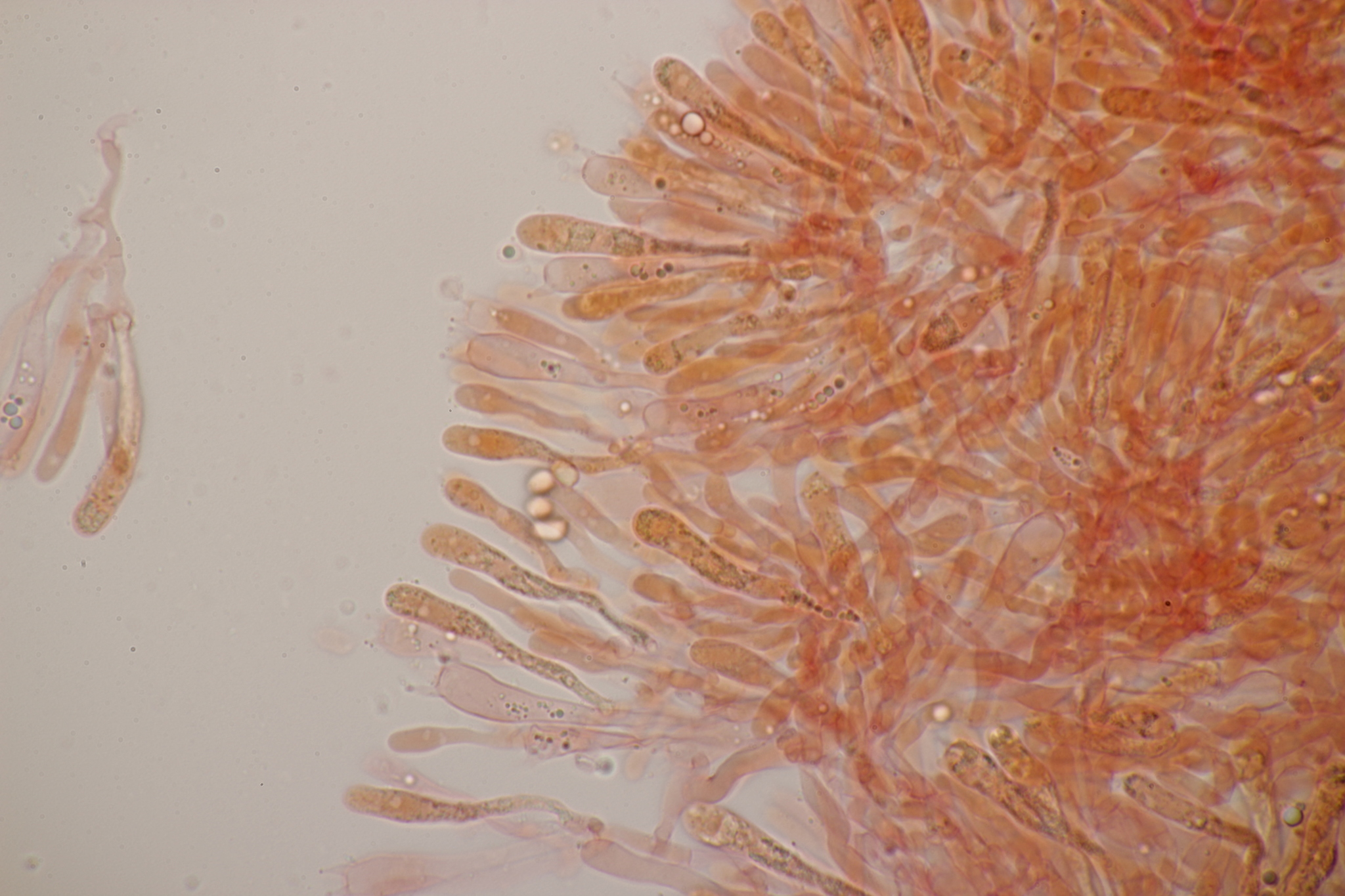
Basidia
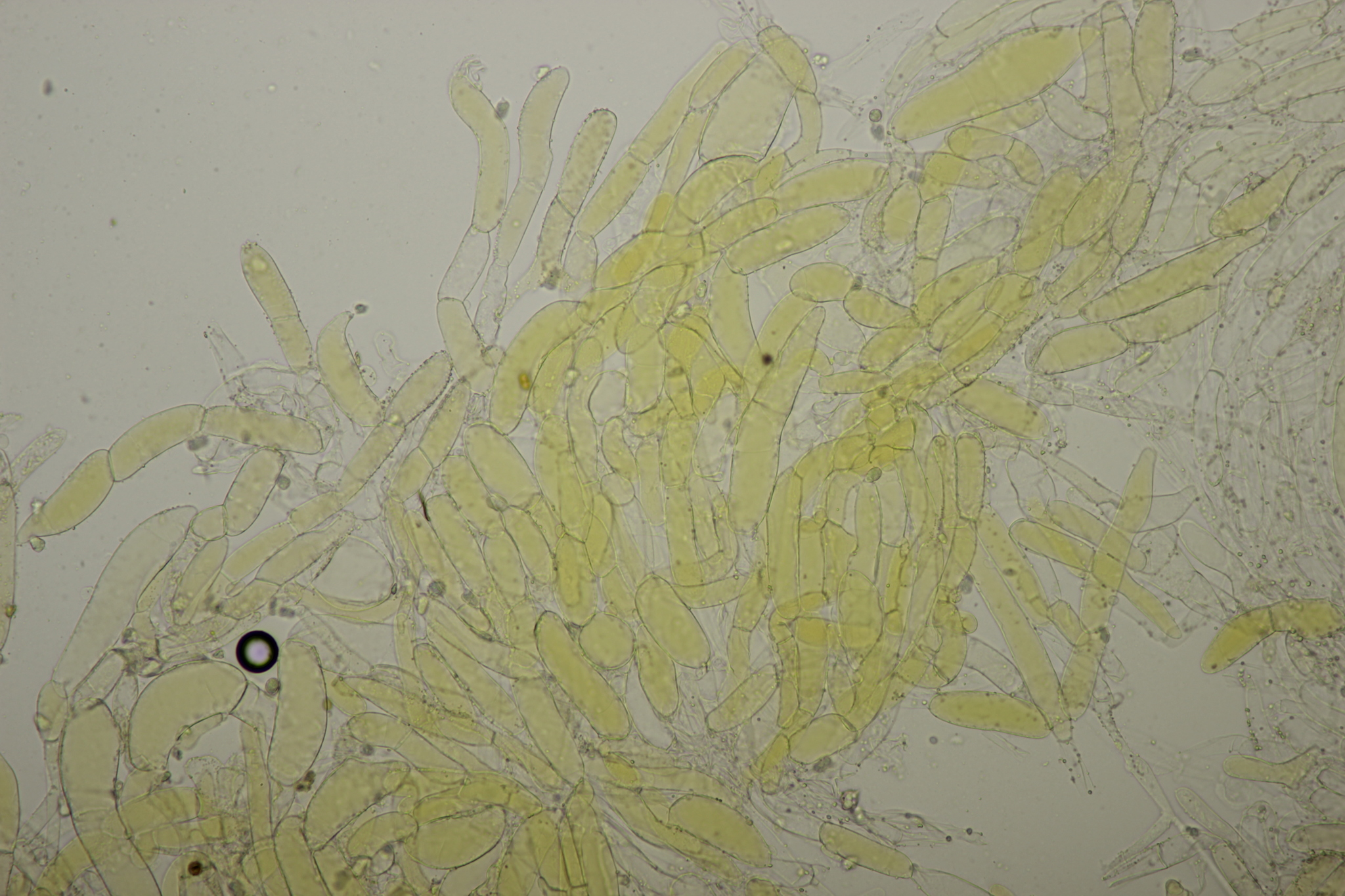
Trama